# Арнсгеройт

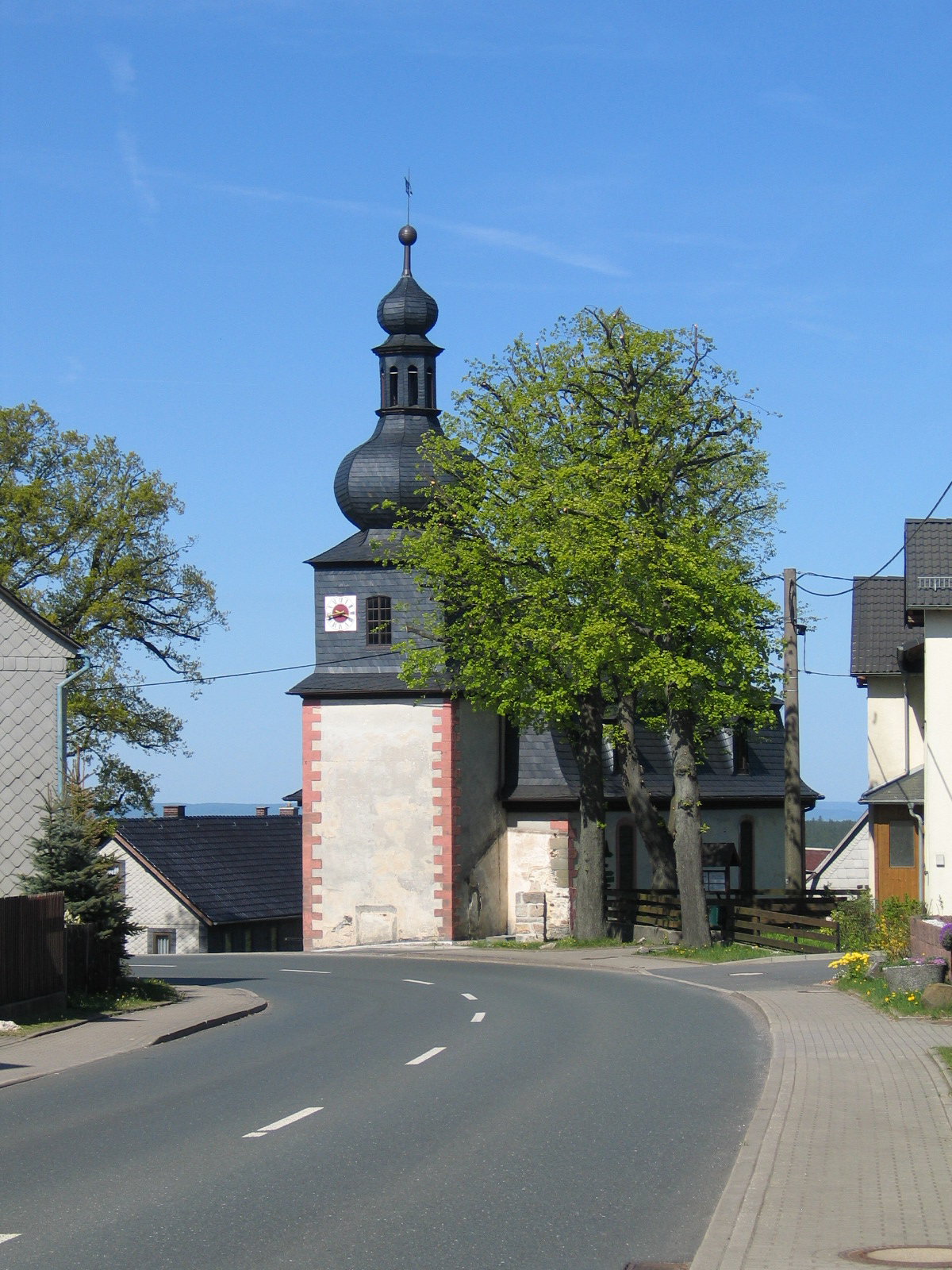
Arnsgereuth

Арнсгеройт (нем. Arnsgereuth) — коммуна в Германии, в земле Тюрингия.
Входит в состав района Заальфельд-Рудольштадт. Население составляет 246 человек (на 31 декабря 2006 года). Занимает площадь 4,03 км².